# 馬西莫·特羅西
馬西莫·特羅西（Massimo Troisi，1953年2月19日—1994年6月4日）是義大利戲劇和電影演員，他最著名的作品是《I'm Starting from Three》（1981年）和《郵差》，並因此獲得了兩次奧斯卡金像獎的提名，綽號“情感喜劇演員”。馬西莫·特羅西被認為是義大利電影史中最重要的演員之一。
馬西莫·特羅西在《郵差》（Il Postino）拍攝時身體嚴重不適，殺青後12小時於羅馬因心臟病發去世，死後入圍奧斯卡金像獎最佳男主角獎及義大利電影金像獎最佳男主角獎。

## 生平
馬西莫·特羅西出生於那不勒斯附近小鎮聖喬治-阿克雷馬諾的一個大家庭，父親阿爾弗雷多是一名火車司機。他的一些家庭經歷後來被寫進了第一部電影。中學畢業後，馬西莫·特羅西受到他最喜歡的作家皮埃爾·保羅·帕索里尼的啟發，寫了一些詩，並贏得了青年詩歌獎，同時他還在素描中模仿他。1969年，他開始與一些兒時的朋友（包括萊羅·阿雷納和恩佐·德卡羅）一起在當地小劇院演出。
馬西莫·特羅西的心臟問題在他青少年時期開始變得日益嚴重，當時他患上了風濕熱。1976年，他必須前往美國接受心臟瓣膜手術，手術費用由他的朋友資助。

## 外部連結
- Massimo Troisi在互联网电影资料库（IMDb）上的資料（英文）
- A website for those who hold Massimo in their hearts